# Al-Mahwit
Al-Mahwit (auch Machwiet, (arabisch المحويت, DMG al-Maḥwīt)) ist eine Kleinstadt im Westlichen Gebirgshang des Jemen. Sie liegt im gleichnamigen Gouvernement al-Mahwīt, etwa 50 km westlich von Shibam Kaukabān. Zum Roten Meer führt eine Piste durch die Gebirgstihama.
Die Altstadt von al-Mahwit liegt auf einem Burgberg. Die Bebauung ist geprägt von hellem Naturstein. Die alten Häuser sind aus Steinquadern aufgeschichtet. Auffällig sind hellblau gestrichene Holztüren mit traditionell großen Holzschlössern. Die Fensterfronten sind mittels Rauten und Zickzackbändern fein gestaltet, pittoreske Bemalungen und Schnitzarbeiten verzieren die Fensterläden und Regenbretter.
Um die Stadt herum werden neben Kaffee und Tabak, Hirse, Qat, Mais und Gemüse angebaut. Die Stadt ist seit Jahren Schwerpunktgebiet für Entwicklungshilfeorganisationen. Die Fruchtbarkeit dieser Gegend brachte dem Jemen den Beinamen Arabia Felix ein, was wörtlich mit glückliches Arabien, sinnvoll hier aber mit fruchtbares Arabien übersetzt wird.

## Weiterführende Literatur
- Günter Meyer, Arbeitsemigration, Binnenwanderung und Wirtschaftsentwicklung in der Arabischen Republik Jemen: eine wirtschafts- und bevölkerungsgeographische Studie unter besonderer Berücksichtigung des städtischen Bausektors, L. Reichert, 1986 – 318 Seiten, ISBN 978-3-88226-292-6